# Ampelos
Ampelos (altgriechisch Ἄμπελος Ámpelos, deutsch ‚Weinstock‘) ist in der griechischen und römischen Mythologie ein junger Satyr und die Personifikation des Weinstocks. Nach Ampelos wurde die Rebsortenkunde Ampelographie genannt.

## Antike Mythologie
In den griechischen Dionysiaka des Nonnos ist Ampelos im kleinasiatischen Lydien der Geliebte des Dionysos. Als er bei der Jagd auf einem Stier reitet, stürzt er herab und wird zu Tode getrampelt. Zum Trost für Dionysos verwandelt ihn Zeus in die erste Weinrebe. Dionysos pflanzt das neue Gewächs zuerst in einen Vogelknochen. Als dieser zu klein wird, tauscht er ihn gegen einen Löwenknochen aus und schließlich gegen den eines Esels. So kann Dionysos die Rebe überallhin mitnehmen und verbreitet sie in der ganzen Welt.
In den römischen Fasti des Ovid ist Ampelos der Sohn einer Nymphe und eines Satyrs. In der griechischen Landschaft Thrakien wird er der Geliebte des Bacchus. Als er auf einen Baum klettert, um Trauben von einer dort hinaufgewachsenen Rebe zu pflücken, stürzt er hinab und stirbt. Bacchus versetzt ihn daraufhin als Vindemitor (Bootes) an den Himmel.